# Anton Rödin
Anton Erik Rödin (* 21. November 1990 in Stockholm) ist ein schwedischer Eishockeyspieler, der seit April 2019 erneut bei Brynäs IF aus der Svenska Hockeyligan (SHL) unter Vertrag steht und dort auf der Position des linken Flügelstürmers spielt. Zuvor absolvierte Rödin unter anderem über 120 Spiele in der American Hockey League (AHL) sowie drei Partien für die Vancouver Canucks in der National Hockey League (NHL).

## Karriere

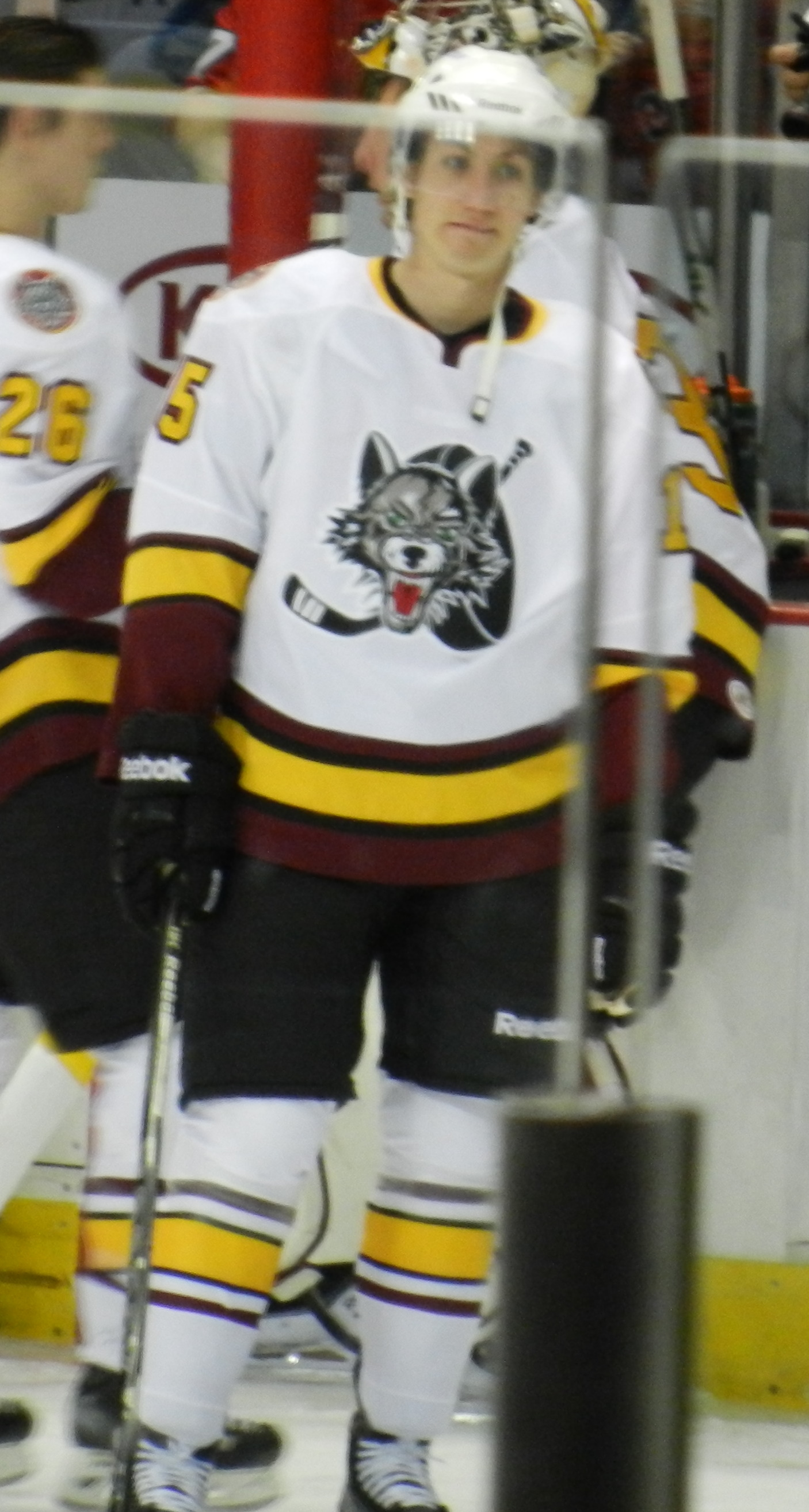
Rödin im Trikot der Chicago Wolves (2011)

Anton Rödin begann seine Karriere als Eishockeyspieler in seiner Heimatstadt in der Nachwuchsabteilung von Hammarby IF. Im Sommer 2006 wechselte er in die Nachwuchsabteilung von Brynäs IF, mit dessen U20-Junioren er 2008 zunächst Vizemeister und schließlich 2009 Meister der Nachwuchsliga SuperElit wurde. In der Saison 2008/09 gab der Flügelspieler zudem sein Debüt im professionellen Eishockey, als er in sechs Spielen als Leihspieler für den IK Oskarshamn in der HockeyAllsvenskan, der zweiten schwedischen Spielklasse, zum Einsatz kam. Daraufhin wurde er im NHL Entry Draft 2009 in der zweiten Runde als insgesamt 53. Spieler von den Vancouver Canucks ausgewählt. In der Saison 2009/10 stand er erstmals während einer gesamten Spielzeit in der Elitserien auf dem Eis und erzielte in seinem Rookiejahr in insgesamt 41 Spielen zwei Tore und gab vier Vorlagen. Zudem lief er für den Zweitligisten Mora IK in acht Spielen auf, in denen er zwei Tore erzielte und ebenso viele Vorlagen gab.
Am 2. Juni 2010 unterschrieb Rödin einen Dreijahresvertrag bei den Vancouver Canucks, blieb jedoch zunächst in seiner schwedischen Heimat und spielte auch in der Saison 2010/11 für den Brynäs IF als Leihspieler in der Elitserien. Zur Saison 2011/12 wurde er von den Vancouver Canucks nach Nordamerika beordert, wo er bis 2013 für deren Farmteam Chicago Wolves in der American Hockey League (AHL) spielte. Dabei absolvierte er über 100 AHL-Spiele, in denen ihm 41 Scorerpunkte gelangen, aber kein einziges Spiel in der NHL. Daher entschloss er sich nach Auslaufen seines Vertrages zu einer Rückkehr zu seinem Stammverein.
In der Folge spielte er drei weitere Jahre für Brynäs IF, wobei er das Team in der Saison 2015/16 als Mannschaftskapitän anführte, jedoch knapp 20 Spiele aufgrund einer Verletzung verpasste. Trotzdem wurde er von den Spielern der Liga zum MVP gewählt und erhielt somit den Guldhjälmen. Nach der Spielzeit wechselte er erneut zu den Vancouver Canucks, die ihn im März 2016 mit einem Einjahresvertrag ausstatteten. Allerdings verpasste der Angreifer bis auf je drei Einsätze für die Canucks in der NHL und die Utica Comets in der AHL nahezu die gesamte Spielzeit 2016/17 aufgrund einer Verletzung, sodass sein Vertrag im November 2017 mangels Perspektive aufgelöst wurde. Er wechselte daraufhin umgehend zum HC Davos in die Schweizer National League. Im Juli 2018 kehrte Rödin allerdings in die NHL zurück, indem er einen Einjahresvertrag bei den Anaheim Ducks unterzeichnete. Dort gelang es ihm jedoch abermals nicht, sich im NHL-Aufgebot durchzusetzen, sodass sein Vertrag in Kalifornien noch vor Beginn der Saison 2018/19 aufgelöst wurde. Wenig später kehrte Rödin zum HC Davos zurück.
Seit Beginn der Saison 2019/29 spielt er wieder für seinen Heimatverein Brynäs IF, bei dem er im April 2019 einen Fünfjahresvertrag unterschrieben hatte.

### International
Mit der schwedischen U20-Nationalmannschaft nahm Rödin an der U20-Junioren-Weltmeisterschaft 2010 teil, bei der er mit seiner Mannschaft die Bronzemedaille gewann. Zu diesem Erfolg trug er mit drei Toren und sieben Vorlagen in sechs Spielen bei.
Zwischen den Spielzeiten 2013/14 und 2019/20 nahm er als Teil der schwedischen A-Nationalmannschaft jeweils an der Euro Hockey Tour teil.

## Erfolge und Auszeichnungen
| - 2008 Schwedischer U20-Junioren-Vizemeister mit Brynäs IF - 2009 Schwedischer U20-Junioren-Meister mit Brynäs IF - 2009 Bester Torschütze der J20 SuperElit | - 2009 Schwedischer U20-Junioren-Vizemeister mit Brynäs IF - 2016 Guldhjälmen - 2024 Meister der Allsvenskan und Aufstieg in die Svenska Hockeyligan mit Brynäs IF |

### International
- 2010 Bronzemedaille bei der U20-Junioren-Weltmeisterschaft

## Karrierestatistik
Stand: Ende der Saison 2023/24

### International
Vertrat Schweden bei:
- U20-Junioren-Weltmeisterschaft 2010

(Legende zur Spielerstatistik: Sp oder GP = absolvierte Spiele; T oder G = erzielte Tore; V oder A = erzielte Assists; Pkt oder Pts = erzielte Scorerpunkte; SM oder PIM = erhaltene Strafminuten; +/− = Plus/Minus-Bilanz; PP = erzielte Überzahltore; SH = erzielte Unterzahltore; GW = erzielte Siegtore; 1 Play-downs/Relegation; Kursiv: Statistik nicht vollständig)